# Marie (cantante)
Michelle Marie Dilone Valera (Santo Domingo, 8 de febrero de 1996), conocida por su nombre artístico Marie (estilizado MARIE), es una cantante y compositora dominicana de música urbana.

## Biografía

### Inicios
Nació el 8 de febrero del 1996 en la provincia Santo Domingo de República Dominicana. Inició su carrera musical a los 15 años, debutando con la canción titulada «% de amor». Según ha expresado en algunas entrevistas, antes de dedicarse a la música, ya tenía fuertes habilidades para la composición y el canto.

## Trayectoria
Marie ha tenido importantes colaboraciones en su carrera. Entre ellas se mencionan junto al reconocido merenguero dominicano El Cata, El Batallón.También se le ha escuchado junto al destacado dj y  productor europeo Max Vangeli, Lil Chriss, DJ Génesis, P2K Beatz, Dracotheville, entre otros.
 La esencia de Marie data de un estilo muy propio de interpretación, donde conjuga el rapeo y el canto, audibles en los diferentes géneros musicales que ha interpretado. Sencillos como “No VIP” y “Filling” han sido tendencia en los principales medios de Argentina. En sus producciones ha realizado fusiones con ritmos como el R&B, Pop, Dance Hall Tropical, Soca, electrónica, etc. 
Según la revista Billboard, Marie es una de las nuevas voces de la música local que ha logrado conectar en menos tiempos con la gente, no solo en su tierra natal, sino también como embajadora de la música urbana en mercados extranjeros.
 

Al ser entrevistada por "El Hermosillo de México" referente a su diversidad musical, expresó: 
“Indagué en muchos géneros, grabé merengue electrónico, bachata, pero me enamoré del género urbano por lo amplio que es, en cuanto los ritmos que contiene, mañana te puedo hacer un reggaetón y pasado mañana un trap, me encanta el ritmo, el reggaetón y el hip hop”. 

## Discografía
La conocida firma Mercenario Musik, que ha representado a los artistas más populares de República Dominicana y la discográfica Manta Records han respaldado la carrera de Marie en años anteriores. Actualmente su carrera es desarrollada por el Sello disquero Wolfm Entertainment que preside Gregorio Quezada.

### Sencillos
- 2019 - Uy (Marie)
- 2020 - Lazzy (Marie)
- 2020 - Sangre Nueva (Marie)
- 2020 - Abismo (Marie)
- 2020 - Sazon (Marie)
- 2021 - Cuando te vi (Marie)

### Sencillos colaborativos
- 2013 - Solo tu (El Cata feat Marie)
- 2016 - Ta Pa Mi (T.Y.S Feat Marie)
- 2016 - Como debe Se’ (El Batallon feat Marie)
- 2019 - Call Me (Marie feat Max Vangeli , JP la Memoria
- 2020 - No Vip (Marie ft Agatha)

### Sencillos populares
- 2018 - Ven (Marie)
- 2019 - Ese Pana (Marie)
- 2020 - Toma El Control(Marie)
- 2020 - Uy (Marie)
- 2020 - Filling (Marie)
- 2020 - Para que sufrir? (Marie)
- 2020 - Reloj (Marie)

El Sencillo ''‘Para qué sufrir’''  favoreció los niveles de acogida de la artista en Ecuador, país en el cual estaría de gira pero por razones de la pandemia Covid -19 ha sido pospuesta la gira. Así afirmó el periódico ecuatoriano extra.ec.